# Melodisk trance
Melodisk trance, en genre inom trance som utmärker sig med sin uppbyggnad kring melodiska slingor.
Några välkända DJ:s och producenter är följande:
- Above & Beyond (aka Oceanlab)
- Airbase
- Airborne Angel
- Airwave (aka Lolo aka Lvee aka Planisphere aka Antidote)
- Alex M.O.R.P.H.
- Aly & Fila
- Andy Moor
- Armin van Buuren
- Bubble Fish
- Daniel Kandi
- David West
- DJ Tiësto
- Envio
- Ferry Corsten (aka System F)
- Filo & Peri
- Fire & Ice
- Funabashi
- Hawk
- John O'Callaghan
- Kyau & Albert
- Lange
- Leon Bolier
- Lisaya
- Luke Terry
- Marcel Woods
- Markus Schulz
- Matt Darey
- Menno de Jong
- Mike Shiver
- Nu NRG
- Orjan Nilsen
- Paul van Dyk
- Push (aka M.I.K.E aka Plastic Boy)
- Rank 1
- Richi M
- Robert Nickson
- Ronski Speed
- Sean Tyas
- Sensorica
- Simon Patterson
- Smith & Pledger
- Solarstone
- Sophie Sugar
- Soulcry
- Stoneface & Terminal
- Super 8
- The Thrillseekers
- Thomas Petersen
- Laurent Véronnez (AKA; Airwave, L-Vee, Planisphere, Capetown. Lolo, Antidote)